# Liste des abbés d'Aniane
La liste des abbés de Saint-Sauveur d'Aniane est tirée du livre de Claude Devic et Joseph Vaissète, Histoire générale de Languedoc tome 4 de l'édition de 1872 par la Librairie Privat de Toulouse.

## Liste des abbés
Abbés réguliers
1. - 782 -  ….   : Benoît d'Aniane, fondateur de l'abbaye
2. - vers 815 : Sénégilde, également abbé de l'Abbaye Sainte-Marie-et-Saint-Michel de Goudargues
3. - vers 819 : Georges
4. - vers 822 : Tructesinde
5. - vers 830 : Ermenald
6. - vers 838 : Élie
7. - vers 853 : Arnoul, il a obtenu de Charles le Chauve, le 21 juin 853, la confirmation des privilèges de son abbaye
8. - vers 882 : Gilmond
9. - 870-913  : Rostang, archevêque d'Arles, aussi abbé de Abbaye Sainte-Marie-et-Saint-Michel de Goudargues et de Cruas
10. - 914-961  : Manassès, archevêque d'Arles, abbé de Abbaye Sainte-Marie-et-Saint-Michel de Goudargues, neveu d'Hugues, roi d'Italie
11. - 961 - ... : Bernard Géraud, évêque de Béziers en 957, jusqu'en 978/980
12. - vers 971 : Leufroy
13. - vers 972 : Rainald, il échange en 972 avec Heldin, vicomte de Lodève, les églises Saint-Martin et Saint-Jean. Il vivait encore en 991
14. - ? - ? : Hugues Ier
15. - ? - ? : Sauveur, il a pris possession de l'abbaye en 996 et vivait encore le 20 novembre 1025
16. - 1025-1062 : Pons I, abbé en 1028. Nicolas II lui a accordé un bref confirmatif des biens en 1061.  Indiqué comme décédé en janvier dans le nécrologe de l'abbaye de Lérins
17. - vers 1066-1093 : Emenon, religieux de l'abbaye de Gellone, élu après la mort de Pons, en 1062. Il a vécu jusqu'en 1093. Indiqué comme décédé le 18 avril dans les nécrologes de Saint-Gilles et de Gellone
18. - vers 1094 : Pierre Ier de Sauve. Il vit encore en 1110
19. - vers 1115 : Pons II, abbé en 1115 dans un acte de confirmation. Il a assisté au concile de Toulouse de 1119. Le 15 juillet 1119, le pape Calixte II lui confirme l'investiture du monastère de Goudargues
20. - vers 1120 : Pierre II Raymond de Cals, il est vivant en 1138
21. - vers 1146 : Guillaume, il a vécu jusqu'en 1154. Une lettre de Pierre le Vénérable apprend qu'il a eu à souffrir de Bermond de Lévezou (1128-1152), évêque de Béziers
22. - vers 1154 : Pierre III, fait des acquisitions en 1155. Le pape Adrien IV lui a envoyé une lettre de confirmation. Il a vécu jusqu'en 1160
23. - vers 1161 : Gaucelin de Raymond de Montpeyroux, abbé d'Aniane en 1161. Le pape Alexandre II l'a nommé évêque de Lodève et lui a accordé de conserver l'abbaye. Il en a confié la gestion à son successeur.
24. - vers 1187 : Raymond, fils de Guillaume VI seigneur de Montpellier. Il succède en 1187 à Gaucelin à l'évêché de Lodève.
25. - vers 1188-vers 1195 : Adhémar, cité dans un acte de vente de mars 1188. Il figure dans des actes jusqu'en 1195
26. - 1196-vers 1204 : Gaucelin, cellerier d'Aniane quand il est élu son abbé, en 1196. En 1204, Pons de Vallauques lui restitue les biens dont son père s'était emparé
27. - 1204-1205 : Amian cité comme abbé d'Aniane en 1204? Guillaume IV, évêque de Béziers, lui cède un fief
28. - 1205-1218 : Bernard II de Verfeuil, abbé en 1205. Il est mort le 14 juillet 1218, pendant le chapitre général qui se tenait dans son abbaye
29. - 1218-1232 : Guillaume II d'Abrignac
30. - 1232-vers 1246 : Guillaume III de Vallauques. Il est indiqué dans le nécrologe qu'il est mort un 3 novembre sans précision d'année
31. - 1246-après 1247 : Guillaume IV de Parme, était chapelain du pape. Il est élu en 1246. Il est encore cité le 7 avril 1647
32. - vers 1250-1281 : Pierre IV de Sauve, cité comme abbé d'Aniane en janvier 1250. Il a prêté serment de fidélité au roi, en 1269, pour le château de Gignac. Il est mort le 5 octobre 1281
33. - 1281-1281 : Raymond II Delmas
34. - 1282-1311 : Pons III de Canillac, oncle du cardinal Raymond de Canillac. Il est mort en 1311
35. - 1312-vers 1332 : Gui de Canillac, il a succédé à son frère Pons. Il a prêté serment de fidélité au roi le 30 avril 1317. Il est encore cité en 1331.
36. - vers 1335-vers 1349 : Guillaume V de Laudun ou de Landorre, cité comme abbé d'Aniane dans un acte capitulaire en 1335. Il est évêque de Béziers en 1349. Son décès est indiqué un 29 mai dans le nécrologe[1]?
37. - 1349-1361 : Pons IV de Canillac, neveu des précédents, mort en 1361.
38. - 1361-1367 : Jean I de Gasc, originaire de Manosque, prieur de Canourgue, nommé abbé d'Aniane en 1361 par le pape Innocent VI. Il est nommé évêque de Nîmes en 1367
39. - 1367-1369 : Bernard III de Castelnau, parent du pape Urbain V, nommé abbé en 1367, il est promu évêque de Saint-Papoul en 1370
40. - 1369-1373 : Pierre V de Vernols, trésorier du pape Grégoire XI, abbé en 1369. Il est nommé évêque de Maguelone le 13 août 1373
41. - 1373-vers 1378 : Pierre VI de la Plotte, abbé de Charroux avant d'être élu abbé d'Aniane en 1373. Le pape Grégoire XI l'a désigné comme son exécuter testamentaire
42. - vers 1378-vers 1397 : Hugues II de Pouzols, élu vers 1378. Il est définiteur du chapitre général de Toulouse en 1397. Il est mort peu après
43. - vers 1399-vers 1412 : Philippe
44. - vers 1413-1422 : Guillaume VI, élu abbé, a nommé un vicaire général le 11 décembre 1413, mort en 1422
45. - 1423-1443 : Pierre VII de Rocosel, abbé d'Aniane en 1423, mort en août 1443.
46. - Bertrand de Brison, élu abbé d'Aniane en septembre 1443. Il s'est trouvé en concurrence avec Jean-Armand, abbé désigné par le roi et a dû se retirer
47. - 1443-1452 : Jean II Armand, nommé abbé d'Aniane par le roi en 1443, mais en a profité entièrement qu'à la fin de 1444. Il a rédigé son testament le 3 mai 1457
48. - 1452-1490 : Girard Lerouge, nommé par le roi Charles VII en 1452. Il résigne sa fonction en faveur de son neveu. Il vivait encore en 1501
49. - 1491-1494 : Jacques Lerouge, neveu du précédent. Protonotaire apostolique, administrateur perpétuel de l'abbaye Saint-Jacques de Béziers. Il est abbé d'Aniane après résignation de son oncle et prête serment de fidélité au roi en 1490 et prend possession de l'abbaye le 1er juin 1491. Il meurt en 1494.
50. - 1494-1516 : Antoine Ier de Narbonne, de la maison de Talairan, diocèse d'Agde. Son élection est confirmée par l'évêque de Maguelone le 18 février 1494. Il prend possession de l'abbaye par un procureur le 22 février. Il fait construire en 1506 la chapelle Saint-Sébastien. Le parlement de Toulouse lui enjoint le 13 septembre 1509 de faire réparer le dortoir et le réfectoire de l'abbaye. Il résigne sa fonction en 1516 en faveur de son neveu sous la réserve de conserver les revenus de quelques prieurés et de la moitié des droits de collation.
51. - 1516-1542 : Antoine II de Narbonne, neveu du précédent, fils de Guérin, seigneur de Salelles. Il avait fait profession dans l'abbaye d'Aniane en 1507 et en était devenu cellérier en 1513. Il succède à son oncle le 16 juin 1516 et en prend possession le 7 septembre. C'est le dernier abbé régulier. Le roi l'a nommé évêque de Sisteron en 1531. Il a conservé son abbaye. Il est nommé évêque de Mâcon en 1541. Il meurt le 6 octobre 1542.
Abbés commendataires
52. - 1543-1546 : Jean III du Bellay, cardinal, évêque de Paris. Il s'est démis en faveur du suivant.
53. - 1546-vers 1555 : Rostaing de la Baume, évêque d'Orange, a pris la commende de l'abbaye en 1546. Il s'oblige, le 31 janvier 1547, de fournir annuellement aux religieux 500 setiers de froment et 50 muids de vin. Il est mort en 1555 ou au début de 1556.
54. - 1558-1568 : Jean IV de Saint-Chamond, archevêque d'Aix. Il a obtenu la commende de l'abbaye d'Aniane en 1558. Les Protestants se sont emparés de l'abbaye le 25 avril 1562. Le monastère est incendié : les meubles, les archives, les chartes sont brûlés en place publique. L'abbé a pris le parti des protestants. Il a démissionné en 1567 de son abbaye en choisissant Jean N.., mais ce résignataire n'a pas pu obtenir ses bulles en cour de Rome car considéré comme trop ignorant. Jean de Saint-Chamond a démissionné de son abbaye en 1568 en renonçant à son droit de désigner son successeur.
55. - 1568-1580 : Jean V Bourgeois, nommé par le roi quand Jean de Saint-Chamond est devenu protestant. Il a obtenu ses provisions du Saint-Siège le 26 juin 1568 et a pris possession de l'abbaye en 1569. Les tables d'Aniane le nomment le confidentiaire. Il a conservé la commende jusqu'en 1571, qu'il s'en est départi au gré de Jean de Saint-Chamond auquel le roi avait accordé, après l'édit de pacification, de choisir son successeur. Mais il semble qu'il ait conservé jusqu'en 1580, année de son mariage. Henri III a alors fait administrer l'abbaye par Jacques de la Roche. En 1581, il en a confié l'administration à Raimond de Fizes.
56. - 1582-1593 : Laurent de Fizes, abbé de Saint-Laumer de Blois. Il est nommé par le roi le 5 février 1582. Le pape Grégoire XIII lui a accordé ses bulles le 13 février 1582. Il en a pris possession par procureur le 31 mai 1583. Il s'est rendu à l'abbaye le 15 février 1584. Il a nommé un vicaire général reçu le 31 mai 1588, mais il a dû céder en 1593 son abbaye au seigneur de Spondeillan (ou Espondeillan) pour éviter l'exécution des menaces prononcées contre lui. Le fils de ce seigneur n'étant pas suffisamment âgé, il a placé à la tête de l'abbaye un prête-nom, Pierre Host, prêtre du diocèse de Béziers.
57. - 1600- ? : Louis Ier du Caylar de Spondeillan (ou Espondeillan) a pris possession de l'abbaye le 19 août 1600. Il a pris le parti des armes très rapidement. Il a abandonné la carrière ecclésiastique et s'est démis de l'abbaye en faveur du suivant sous réserve d'une pension.
58. - 1603-1614 : Tannegui Le Blanc du Rollet, fils du seigneur du Rollet dévoué à Henri IV, lieutenant général du roi en Normandie, né à Aniane, il est pourvu par Henri IV de la commende de l'abbaye d'Aniane en 1603 et maintenu contre Louis du Caylar par un arrêt du Conseil du roi. Il l'a conservé jusqu'en 1614.
59. - 1614-1615 : Pierre VIII Le Blanc du Rollet, frère cadet du précédent, devenu abbé d'Aniane à la suite de la démission de son frère. Il a permuté cette dignité avec le cardinal Jean de Bonzi.
60. - 1615-1621 : Jean VI de Bonzi (ou Bonsi), évêque de Béziers depuis 1596, cardinal le 17 août 1611, abbé de Saint-Guilhem-le-Désert en 1611. Il a nommé son neveu et son coadjuteur, Thomas II de Bonsi, évêque in partibus de Césarée-en-Palestine, vicaire général. Il a conservé l'abbaye jusqu'à sa mort à Rome, en 1621.ajout liens
61. - 1621-1639 : Clément de Bonsi (ou Bonzi), chanoine de la basilique Saint-Pierre de Rome, il est nommé par le roi abbé d'Aniane par brevet du 26 juillet 1621, à l'âge de 22 ans. Il succède à son oncle. Grégoire XV lui a envoyé ses bulles le 9 août 1621. Il a pris possession de l'abbaye par procureur le 17 avril 1622. Il a été solennellement installé à Aniane le 5 septembre 1627. Il est nommé évêque de Béziers en septembre 1628n après la mort de son oncle Thomas. Les moines d'Aniane souhaitant s'affilier à la réforme de la Congrégation de Saint-Maur, il s'est entendu avec ces derniers religieux en 1630. Ils ont pris l'abbaye d'Aniane pour la réformer le 22 octobre 1633. Il a donné sa démission peu de temps avant sa mort, en 1639.
62. - 1659-1703 : Pierre IX de Bonzi, il est devenu abbé d'Aniane après la démission de son oncle, Clément. Il lui succède aussi à l'évêché de Béziers. Il est sacré à Paris, le 16 septembre 1660. Il a été ambassadeur à Venise en 1662, en Pologne en 1664 et 1668, en Espagne en 1669. Il est pourvu de l'archevêché de Toulouse le 8 décembre 1669. Il est nommé grand aumônier de la reine et cardinal par le pape Clément X au cours du consistoire du 22 février 1672 au titre de Saint-Eusèbe. Il est transféré à l'archevêché de Narbonne à la fin d'octobre 1673. Il a posé la première pierre de l'abbatiale Saint-Sauveur d'Aniane, le 28 avril 1679, en présence de l'évêque de Montpellier, de l'évêque de Viviers, de l'évêque de Béziers, de l'abbé de Saint-Tibéry et de plusieurs autres prélats. Quand le gros œuvre est achevé, il a consacré le grand autel le 10 février 1688. Il est fait commandeur de l'ordre du Saint-Esprit le 30 septembre 1688. Il est mort en 1703.
63. - 1703-1723 : François Blouin. Il est qualifié d'abbé d'Aniane le 14 août 1703. Il est mort en 1723.
64. - 1723-1737 : Louis II de La Tour du Pin de Montauban, abbé de Saint-Guilhem-le-Désert en 1698, évêque de Toulon en 1712. Il est pourvu de l'abbaye d'Aniane le 17 octobre 1723. Il est mort en 1737.
65. - 1738-1752 : Antoine-Joseph de Chevrières, aumônier de la reine, doyen des chanoines comtes de Lyon en 1737. Il est nommé abbé d'Aniane le 4 avril 1738. Il est mort le 25 décembre 1752.
66. - 1753-1782 : Gabriel François Moreau. Il est successivement prieur de Sorbonne, conseiller clerc au parlement de Paris, chanoine de Notre-Dame de Paris le 14 août 1737, prieur de Morée au diocèse de Blois en 1740, nommé abbé d'Aniane en mars 1753, puis évêque de Vence le 29 avril 1759. Il est transféré à l'évêché de Mâcon le 29 novembre 1763. Il est nommé au monastère de Mouzon en mars 1782 et résigne l'abbaye d'Aniane. Il traverse la Révolution. Il est nommé évêque d'Autun le 8 avril 1802, mort en septembre de la même année.
67. - 1782-1790 : Jean-Baptiste de Joussineau de Tourdonnet, nommé abbé d'Aniane en mars 1782 et dépossédé à la Révolution. Il est mort le 1er décembre 1810.